# چهار میثاق
چهار میثاق (به انگلیسی: The Four Agreements) یک کتاب خودیاری است توسط دون میگل روئیس نخستین بار در سال ۱۹۹۷ منتشر شد. حدود ۸٫۲ میلیون نسخه از این کتاب در آمریکا به فروش رفت‌ و به ۴۶ زبان ترجمه شده‌است.
همچنین این کتاب ده سال پیاپی در فهرست پرفروش‌های نیویورک تایمز قرار گرفت.

## بررسی اجمالی
کتاب «چهار میثاق» به ترویج آزادی و رهایی از باورها و عقایدی می‌پردازد که موجب محدود و بی‌رنگ ساختن زندگی شده‌است. در کتاب «چهار میثاق»، نویسنده منبع و سرچشمه اصلی محدودیت و مشکلات زندگی را بررسی کرده و دلیل اصلی نبود شادی و خوشبختی در زندگی را واکاوی می‌کند.
این کتاب با استفاده از عقاید و باورهای تولتک، به شرح و بسط چهار میثاق یا اصول کاربردی می‌پردازد که در مدت زمان کوتاه می‌تواند موجب دگرگون ساختن زندگی، رسیدن به خوشبختی و عشق حقیقی، تثبیت آزادی فردی و رهایی از مشکلات آزار دهنده شود.